# James Lucas Yeo

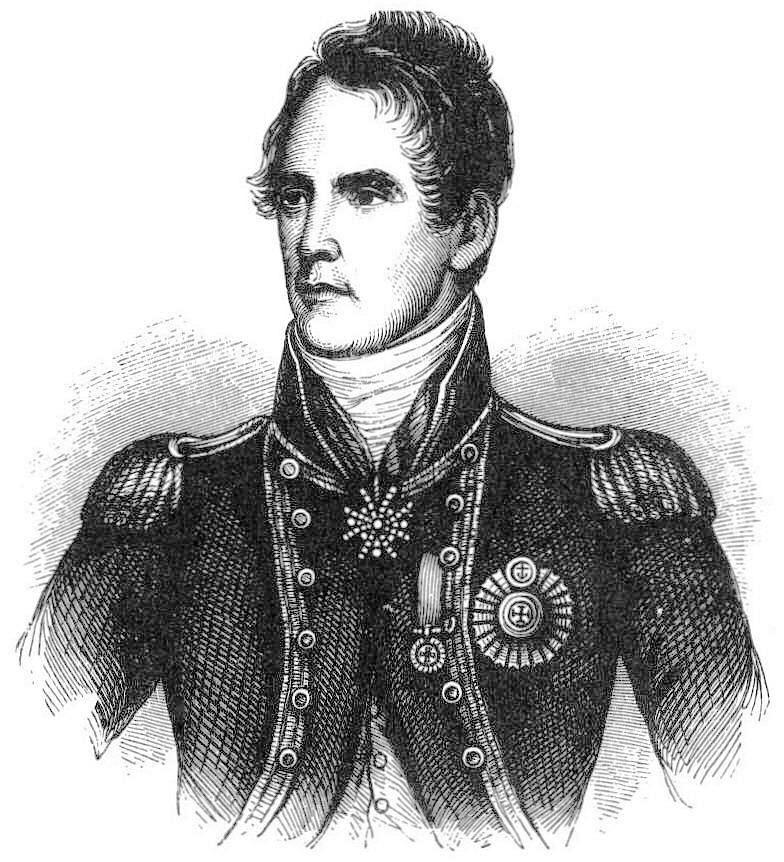
Sir James Lucas Yeo. Porträt aus dem frühen 19. Jahrhundert

Sir James Lucas Yeo (* 7. Oktober 1782 in Southampton, England; † 21. August 1818 auf See) war ein britischer Marineoffizier, der sich in den Napoleonischen Kriegen und im Krieg von 1812 mit den USA auszeichnete.

## Leben
James Lucas Yeo war der älteste Sohn von James Yeo, einem zeitweiligen Beschaffungsagenten der Royal Navy. Er wuchs in der Nähe von Winchester in der englischen Grafschaft Hampshire auf und trat 1793 im Alter von 11 Jahren als Freiwilliger in die britische Kriegsmarine ein. 1797 wurde er Lieutenant. Am 4. Juni 1805 führte er als Erster Offizier der Fregatte HMS Loire einem kühnen Handstreich auf den Hafen von Muros in Nordwestspanien, bei dem er mit nur 50 Mann die von 250 Soldaten mit 12 Geschützen verteidigte Hafenstadt erstürmte und das französische 22-Kanonen-Kaperschiff Confiance (früher das Schiff des berühmten Freibeuterkapitäns Robert Surcouf) nebst anderen Prisen in britische Hand brachte. Für diesen Erfolg wurde er zum Commander befördert und bekam die in den Dienst der Royal Navy gestellte HMS Confiance als erstes selbstständiges Kommando.
Für seine Rolle bei der erfolgreichen Umsiedlung der portugiesischen Königsfamilie angesichts einer französischen Invasion erhielt er 1807 den Rang eines Captain. Im Winter 1808/1809 führte er eine britisch-portugiesische Expedition gegen Cayenne (Französisch-Guyana). Obwohl er nur 400 Mann und wenig Artillerie hatte, gelang es ihm, die 1.200 Mann starke französische Garnison, die über gut ausgebauten Befestigungen und über 200 Geschütze verfügte, zur Kapitulation zu zwingen und damit die französische Präsenz in Südamerika zu beenden. Dieser Erfolg brachte ihm 1810 den Adelstitel und das Ritterkreuz des Ordens von St. Benedikt de Avis, einer hohen portugiesischen Auszeichnung. Bis heute ist er der einzige Protestant, der diesen Orden erhalten hat.
1811 gab man ihm das Kommando über die in Jamaika stationierte Fregatte HMS Southampton. Nach dem Ausbruch des Kriegs von 1812 mit den USA nahm er mit dieser am 22. November 1812  die amerikanische Brigg USS Vixen, doch liefen beide Schiffe kurz danach in der Crooked-Island-Passage bei den Bahamas auf ein Riff und gingen verloren, wobei es jedoch keine Todesopfer gab. Wie beim Verlust eines Schiffes üblich, musste sich Yeo vor einem Kriegsgericht verantworten, konnte jedoch glaubhaft machen, dass das Riff bislang unbekannt und die örtlichen Strömungen nicht dokumentiert gewesen seien, woraufhin ihn das Gericht von jeder Verantwortung für das Unglück freisprach.
Im März 1813 wurde Yeo zum Kommodore und zum Oberbefehlshaber der Marine auf den Seen Kanadas befördert, ohne zuvor einen Flottenverband oder ein größeres Kriegsschiff befehligt zu haben. Seine Hauptaufgabe war es, die britische Kontrolle über den Ontariosee aufrechtzuerhalten, da der Transportweg über See von Kingston auf den Hauptkriegsschauplatz auf der Niagara-Halbinsel von entscheidender strategischer Bedeutung war. Deshalb musste er eine weitgehend defensive Strategie wählen und durfte einen Verlust seines Flottenverbandes nicht riskieren. Es zeugt von einer erheblichen Selbstdisziplin und einem ausgezeichneten Einschätzungsvermögen, dass Yeo, dessen Karriere bislang durch kühne Handstreiche befördert worden war, konsequent diesen Weg beschritt, der ihm persönlich mangels glanzvoller Siege wenig Ruhm einbrachte, aber der wahrscheinlich einzig gangbare zu einer erfolgreichen Verteidigung Kanadas war. Allerdings dürfte diese Vorsicht in mehreren Fällen auch mögliche Erfolge verhindert haben. Da sein Gegenspieler Kommodore Isaac Chauncey ähnlich vorging, blieben spektakuläre Schlachten auf dem Ontariosee aus.
Yeo verfügte anfangs über eine Flotte von fünf größeren Schiffen (HMS Wolfe, 23 Kanonen, HMS Royal George, 22 Kanonen, HMS Prince Regent, 16 Kanonen, Earl of Moira, 14 Kanonen) und eine Reihe kleinerer Fahrzeuge (Schoner und Kanonenboote). Die Briten waren damit dem nur aus zwei größeren Schiffen bestehenden US-Verband (USS Madison, 24 Kanonen, USS Oneida, 16 Kanonen) deutlich überlegen, litten aber im Gegensatz zu diesen unter einem Mangel an ausgebildeten Mannschaften. Hinzu kam, dass die Hauptwaffe der Briten, die Karronade, zwar auf kurze Distanz über große Zerstörungskraft verfügte, aber auf längere Distanzen den Langrohrkanonen der Amerikaner unterlegen war.
Ein Angriff auf die wichtige US-Flottenbasis Sackets Harbor am 28. Mai sollte die britische Herrschaft über den Ontariosee absichern und die britischen Landtruppen am Niagara River unter Brigadegeneral John Vincent unterstützen, gelang  aber nur teilweise. Durch die übergroße Vorsicht von Generalgouverneur Sir George Prevost, der das Oberkommando führte, und den Unwillen Yeos, seine kostbaren Schiffe nahe an die amerikanischen Küstenbatterien heranzuführen, konnte Sackets Harbor nicht von den gelandeten Truppen erobert werden. Trotzdem bewirkte der Angriff erhebliche Zerstörungen, die die amerikanischen Rüstungen behinderten. Yeo konnte die Seeherrschaft aufrechterhalten, bis Chauncey am 23. Juli mit einer kampfstarken Flotte aus Sackets Harbour auslief. Es kam zu zwei kleinen, ergebnislosen Scharmützeln, und am 28. September zog sich Yeos Flotte nach Kingston zurück. Mittlerweile war seine Schwadron auf dem Eriesee unter Robert Heriot Barclay in der Schlacht auf dem Eriesee durch einen überlegenen US-Verband unter Oliver Hazard Perry vernichtet worden.
Im Winter 1813/1814 begannen sowohl Briten als auch Amerikaner mit einem Wettrüsten, bei dem Yeo aufgrund seiner langen und verletzlichen Nachschubwege im Nachteil war. Trotzdem konnte er mit den  beiden neuen Fregatten HMS Prince Regent (54 Kanonen) und HMS Princess Charlotte (42 Kanonen) am 3. Mai 1814 als erster in See stechen und zunächst die Seeherrschaft gewinnen. Er nutzte diese für einen erfolgreichen Angriff auf Fort Oswego am 5. Mai und eine Blockade von Sackets Harbour, die er bis zum 6. Juni aufrechterhalten konnte. Da Chauncey am 9. August mit seinem um die Fregatten USS Superior (62 Kanonen) und HMS Mohawk (42 Kanonen) verstärkten und dadurch den Briten überlegenen Verband in See stechen konnte, vermied Yeo ein Gefecht mit den Amerikanern und konzentrierte sich darauf, das Linienschiff HMS St. Lawrence fertigzustellen. Mit seinen 112 Kanonen, davon 68 schwere 24- und 32-Pfünder, war es das stärkste je in Kanada gebaute Kriegsschiff.
Während der Fertigstellung des Schiffs gerieten die britischen Truppen unter Sir Gordon Drummond auf der Niagara-Halbinsel angesichts überlegener US-Truppen und eklatanter Versorgungsmängel in einer verzweifelten Lage. Am 15. Oktober stach Yeo mit seinem neuen Flaggschiff und einer großen Flotte in See, traf am 18. Oktober an der Mündung des Niagara River ein und rettete dadurch Drummonds Armee. Der US-Kommandeur Jacob Brown befahl den Rückzug in die USA, als ihn die Nachricht von Yeos Ankunft erreichte. Mittlerweile war am 11. September in der Schlacht bei Plattsburgh auf dem Lake Champlain erneut ein Yeo unterstelltes Geschwader unter George Downie von den Amerikanern vernichtet worden. Wesentlich verantwortlich für das Debakel war jedoch Generalgouverneur Prevost gewesen, der Downie zum Kampf genötigt hatte, obwohl dessen neues Flaggschiff HMS Confiance nur eingeschränkt einsatzbereit war, und dann die versprochene Unterstützung durch Landtruppen nicht zur Verfügung gestellt hatte. Einen entsprechend kritischen Bericht reichte Yeo bei der Admiralität ein.
Sein großangelegtes Flottenbauprogramm für den Winter 1814/1815, das die Fertigstellung einer Fregatte und zweier Linienschiffe vorsah, blieb ohne Bedeutung, da vor dem Beginn weiterer Kampfhandlungen im März 1815 die Nachricht vom Abschluss des Friedens von Gent in Kanada eintraf. Der überarbeitete und gesundheitlich angeschlagene Kommodore wurde unmittelbar danach in die Heimat zurückberufen. Nach seiner Ankunft in London legte er der Admiralität einen Bericht über seine Erfahrungen in Kanada vor. Seiner Ansicht nach waren die britischen Abwehrerfolge zu einem erheblichen Teil der „Dummheit“ der Amerikaner zu verdanken, die es unterlassen hatten, den leicht erreichbaren Nachschubweg über den Sankt-Lorenz-Strom zu kappen und damit die Aufgabe des gesamten westlichen Kanada zu erzwingen.
Am 5. Juni 1815 erhielt Yeo die Ernennung zum Oberkommandierenden an der Westküste Afrikas mit der besonderen Aufgabe, den Sklavenhandel zu unterbinden, was für ihn als überzeugten Abolitionisten ein Herzensanliegen war. Vor seiner Abreise trat er noch vor einem Kriegsgerichtsverfahren wegen der Schlacht bei Plattsburg auf. Nicht zuletzt aufgrund seiner Aussage wurden die überlebenden Offiziere ehrenhaft freigesprochen und die Verantwortung für die Niederlage erneut Generalgouverneur Prevost angelastet. Im Alter von nur 35 Jahren starb Sir James Lucas Yeo wohl aufgrund der vorausgegangenen Strapazen am 21. August 1818 an Bord seines Flaggschiffs HMS Semiramis. Sein Leichnam wurde ins Vereinigte Königreich gebracht und in der Royal Garrison Chapel in Portsmouth beigesetzt, wo heute noch ein Gedenkstein an ihn erinnert.

## Nationale Würdigung
Die kanadische Bundesregierung ehrte Yeo am 20. Mai 1937 für seine Leistung während des Krieges von 1812 und erklärte ihn zu einer „Person von nationaler historischer Bedeutung“.